# Milan Spěšný
Milan Spěšný (né le 22 mars 1977) est un coureur cycliste tchèque, spécialiste du VTT et du cyclo-cross.

## Biographie
Avec Pavel Boudny et Jaroslav Kulhavy, il domine le VTT dans son pays au cours des années 2000, mais n'a jamais participé aux Jeux olympiques.
Il arrête sa carrière à l'issue de la saison 2013 et crée la MS Bike Academy. 
Il est marié avec Lucie et a deux enfants : Simona née en 2004 et Sam né en 2007.

## Palmarès en VTT

### Championnats du monde
- Lugano 2003
  - 9e du relais mixte
- Fort William 2007
  - 6e du relais mixte

### Championnats d'Europe
- Zurich 2002
  -  Médaillé de bronze du relais mixte
- Zoetermeer 2009
  - 6e du cross-country

### Championnats de Tchéquie
- 2000
  -  Champion de Tchéquie de cross-country
- 2005
  - 2e du cross-country
- 2006
  - 2e du cross-country
- 2009
  - 3e du cross-country
- 2011
  - 2e du cross-country
- 2012
  - 2e du cross-country